# Diocèse de Nottingham
Le diocèse de Nottingham est un diocèse suffragant de l'archidiocèse de Westminster. Il a été constitué en 1850, et l'on comptait en 2023 environ 164 000 baptisés pour 4 668 000 habitants. Son évêque actuel, depuis 2015, est Patrick McKinney (en).

## Territoire
Le diocèse comprend les comtés anglais de Nottinghamshire (à l'exclusion du district de Bassetlaw), Leicestershire, Derbyshire, Rutland et Lincolnshire.
Le siège de l'évêché est à Nottingham, où se trouve le cathédrale Saint-Barnabé.
Le territoire est divisé en 106 paroisses, avec 45 diacres et 159 prêtres (119 diocésains et 40 religieux).

## Histoire
En 1850, Nottingham comptait 24 missions permanentes, dont beaucoup n'étaient guère plus que des villages. Pour la plupart, elles provenaient d'aumôneries qui avaient été entretenues par la noblesse et la gentry catholiques pendant la période pénale, ou qui avaient été fondées indépendamment par elles. Parmi ces chapelles, il existait des fondations de plusieurs ordres religieux. Dans le Derbyshire, les Jésuites avaient des missions à Chesterfield et Spinkhill (près de (Killamarsh), dans le Lincolnshire à Lincoln, Boston et Market Rasen. L'ordre dominicain était installé à Leicester, les Rosminiens menaient plusieurs missions dans le Leicestershire, et les Cisterciens occupaient l'abbaye de Mount Saint Bernard dans la forêt de Charnwood.
Le diocèse est l'un des douze diocèses anglais créés lors de la restauration de la hiérarchie catholique qui s'était éteinte avec la mort du dernier évêque soutenu par la catholique Marie Tudor sous le règne d'Élizabeth I.
Il a été érigé le 29 septembre 1850 par le bulle Universalis Ecclesiae du pape Pie IX, prenant son territoire du vicariat apostolique du district central (dont le diocèse de Birmingham était également issu) et du vicariat apostolique du district oriental (dont le diocèse de Northampton était également issu).
Le 30 mai 1980, le diocèse a cédé une partie de son territoire au profit de l'érection du diocèse de Hallam.

## Évêques
- Joseph William Hendren, O.F.M. (1851-1853)
- Richard Butler Roskell (1853-1874)
- Edward Gilpin Bagshawe (1874-1901)
- Robert Brindle (1901-1915)
- Thomas Dunn (1916-1931)
- John Francis McNulty (1932-1943)
- Edward Ellis (1944-1974)
- James Joseph McGuinness (1974-2000)
- Malcolm McMahon, O.P. (2000-2014), nommé archevêque de Liverpool
- Patrick Joseph McKinney (en) (2015- )

## Source
- (en) Cet article est partiellement ou en totalité issu de l’article de Wikipédia en anglais intitulé « Roman Catholic Diocese of Nottingham » (voir la liste des auteurs).